# Згорња Селница
Згорња Селница (словен. Zgornja Selnica) је насељено место у општини Селница об Драви, Подравска регија, Словенија.

## Историја
До територијалне реорганизације у Словенији била је у саставу старе општине Руше.

## Становништво
У попису становништва из 2011. године, Згорња Селница је имала 428 становника.
| Број становника према пописима | Број становника према пописима | Број становника према пописима |
| ------------------------------ | ------------------------------ | ------------------------------ |
| 1991                           | 2002                           | 2011                           |
| 461                            | 442                            | 428                            |

Напомена: Године 1971. смањена за део насеља који је спојен са издвојеним деловима из насеља Јанжева Гора и Сподња Селница у ново самостално насеље Селница об Драви.